# Zweiter Olynthischer Krieg
Der Zweite Olynthische Krieg fand zwischen 349 und 348/47 v. Chr. auf der Halbinsel Chalkidike im Norden Griechenlands (heutige Verwaltungsregion Zentralmakedonien) statt. Das Königreich Makedonien unter dem König Philipp II. stand dabei dem Chalkidikischen Bund unter der Führung der Stadt Olynth(os) gegenüber. Der Krieg endete mit der Eroberung und der nachfolgenden vollständigen Zerstörung der Stadt Olynth 348 v. Chr. durch Philipp II., nachdem er vor dem Fall von Olynthos bereits die anderen Städte des chalkidikischen Bundes erobert hatte. Historische Berühmtheit erlangte dieser Krieg durch die Olynthischen Reden des athenischen Politikers Demosthenes, der mit diesen Reden eine militärische Unterstützung Athens für Olynth und den Chalkidikischen Bund in Opposition zu Philipp II. von Makedonien und dessen Expansionspolitik erwirkte. Der Sieg Philipps im zweiten olynthischen Krieg war eine wichtige Zwischenstation des Ausbaus der Macht und Herrschaft des Königreichs Makedonien über das gesamte Griechenland.